# اوتمار گازاری
اوتمار گازاری (انگلیسی: Otmar Gazzari؛ ۱۹۰۵ – ۱۹۸۷) بازیکن فوتبال اهل ایتالیا بود.
از باشگاه‌هایی که در آن بازی کرده‌است می‌توان به باشگاه فوتبال هایدوک اسپلیت و باشگاه فوتبال تریستیانا اشاره کرد.